# Mateo Torriente Bécquer
Mateo Torriente Bécquer (Palmira, Cienfuegos, 20 de septiembre de 1910 - La Habana, 21 de agosto de 1966) fue un pintor de Cuba. Realizó sus estudios en la Academia San Alejandro de La Habana, y en La Grande Chaumiére de París (Francia).

## Exposiciones personales
Entre sus exposiciones personales están:
- Exposición de Esculturas Mateo Torriente Bécquer, Casa Borbolla, La Habana, Cuba (1937)
- Dos Escultores Contemporáneos, Muestra del mes agosto, Ernesto Navarro y Mateo Torriente, Museo Nacional de Bellas Artes, La Habana, Cuba (1985)

## Exposiciones colectivas
Participó en varias exposiciones colectivas:
- XIX Salón de Bellas Artes, Círculo de Bellas Artes, La Habana, Cuba (1937)
- Barro de América, Primera Bienal, Museo de Arte Contemporáneo Sofía Imber, Caracas, Venezuela (1992)

Su principal colección se encuentra en el Museo Nacional de Bellas Artes en La Habana, Cuba.
- Datos: Q6005953